# Spilosoma mediocinerea
Spilosoma mediocinerea är en fjärilsart som beskrevs av De Toulgoët 1956. Spilosoma mediocinerea ingår i släktet Spilosoma och familjen björnspinnare. Inga underarter finns listade i Catalogue of Life.